# Luật không gửi trả
Luật không gửi trả (tiếng Anh: Non-refoulement) là một nguyên tắc cơ bản của luật quốc tế ngăn cấm một quốc gia nhận người tị nạn trả lại cho một quốc gia mà họ có nguy cơ bị khủng bố dựa trên "chủng tộc, tôn giáo, quốc tịch, một nhóm xã hội cụ thể hoặc quan điểm chính trị " (xem Điều 33 dưới đây). Không giống như các trường hợp tị nạn chính trị, nó áp dụng cho những người có lo sợ có thể chứng minh được về chính sách khủng bố căn cứ vào một hạng người nhất định, Luật không gửi trả nói tới việc hồi hương chung của người dân, kể cả người tị nạn về vùng chiến tranh và các thảm họa địa phương khác. Đây là một nguyên tắc của luật tập quán quốc tế, vì nó áp dụng cho cả các quốc gia không phải là thành viên của Công ước về vị thế của người tị nạn 1951 hoặc Nghị định thư về vị thế của người tị nạn 1967. Nó cũng là một nguyên tắc của luật pháp quan hệ của các quốc gia.
Có tranh cãi liệu Luật không gửi trả có là một chuẩn mực (jus cogens) của luật pháp quốc tế hay không. Nếu có, luật pháp quốc tế không cho phép hủy bỏ nó vì bất kỳ mục đích hoặc trong bất kỳ trường hợp nào. Cuộc tranh luận về vấn đề này đã được nhắc lại sau vụ tấn công khủng bố ngày 11 tháng 9 năm 2001 tại Hoa Kỳ cũng như các cuộc tấn công đương thời ở châu Âu.